# I Simfonija (Brukner)
Anton Bruknerova simfonija broj 1 in C minoru ( 101) je bila prva simfonija ovog kompozitora. 

## Opšte karakteristike
Prvobitna verzija je nastala u Lincu 1866. a konačna u Beču 1891. godine i tako se razlikuju Verzija iz Linca i Konačna verzija. U poređenju sa ostalim Bruknerovim simfonijama, Prva je još skromnih razmera: četiri njena stava obrazuju celinu trajanja 49 minuta.

## Analiza dela
Prvi stav je sonatni Allegro. Posle klasične prve teme, dvoglasna druga tema koju predvode violine je u tpično austrijskom muzičkom ruhu. Treću koralnu temu donose trube i tromboni. U klasičnoj sonatnoj formi, ovaj materijal se razrađuje i nakon uobičajene reprize, uliva se u raskošnu kodu. Melodiozni drugi stav Adagio već ovde ukazuje na Bruknera majstora ovog stava. Uticaj Šuberta ipak je još dosta jak. Treći stav je Skerco (Scherzo) sa klasičnom šemom A-B-A, sav u ritmu seoske muzike za igru. Finalni četvrti stav, Bewegt, feurig und ruhig (Uzbuđeno, vatreno i mirno), vrhunac je Simfonije, pisan u sonatnom obliku. Veličanstveno deluje prva tema koju donose limeni duvači praćen ukrasima gudača, a mirnu drugu temu započinju violine i violončela, preuzimaju je zatim duvači, na kraju i ceo orkestar. Kratka koralna melodija predstavlja treću temu. Sledi razrada ovog materijala, gde osnovni moto donosi motiv drvenih duvača iz druge teme stava, inspirisan Benedictusom iz Bruknerove Mise u d-molu. Nakon reprize, nastupa svečana koda, gde horne donose trijumfalnu temu u obliku Austrijske himne.

## Izvođači
- Simfonijski Orkestar Ruskog Ministarstva kulture, dirigent Genadij Roždestvenski
- Simfonijski Orkestar Radio Frankfurta, dirigent: Eliahu Inbal.

## Spoljašnje veze
- Symphony No. 1: Scores at the International Music Score Library Project